# Ryoma Hashiuchi
Ryoma Hashiuchi (橋内 竜真 Hashiuchi Ryoma?), född 22 april 1989 i Shiga prefektur, är en japansk före detta fotbollsspelare.
Hashiuchi började sin karriär 2008 i FC Gifu. 2010 flyttade han till MIO Biwako Kusatsu. Han avslutade karriären 2010.